# Fernando de la Rúa

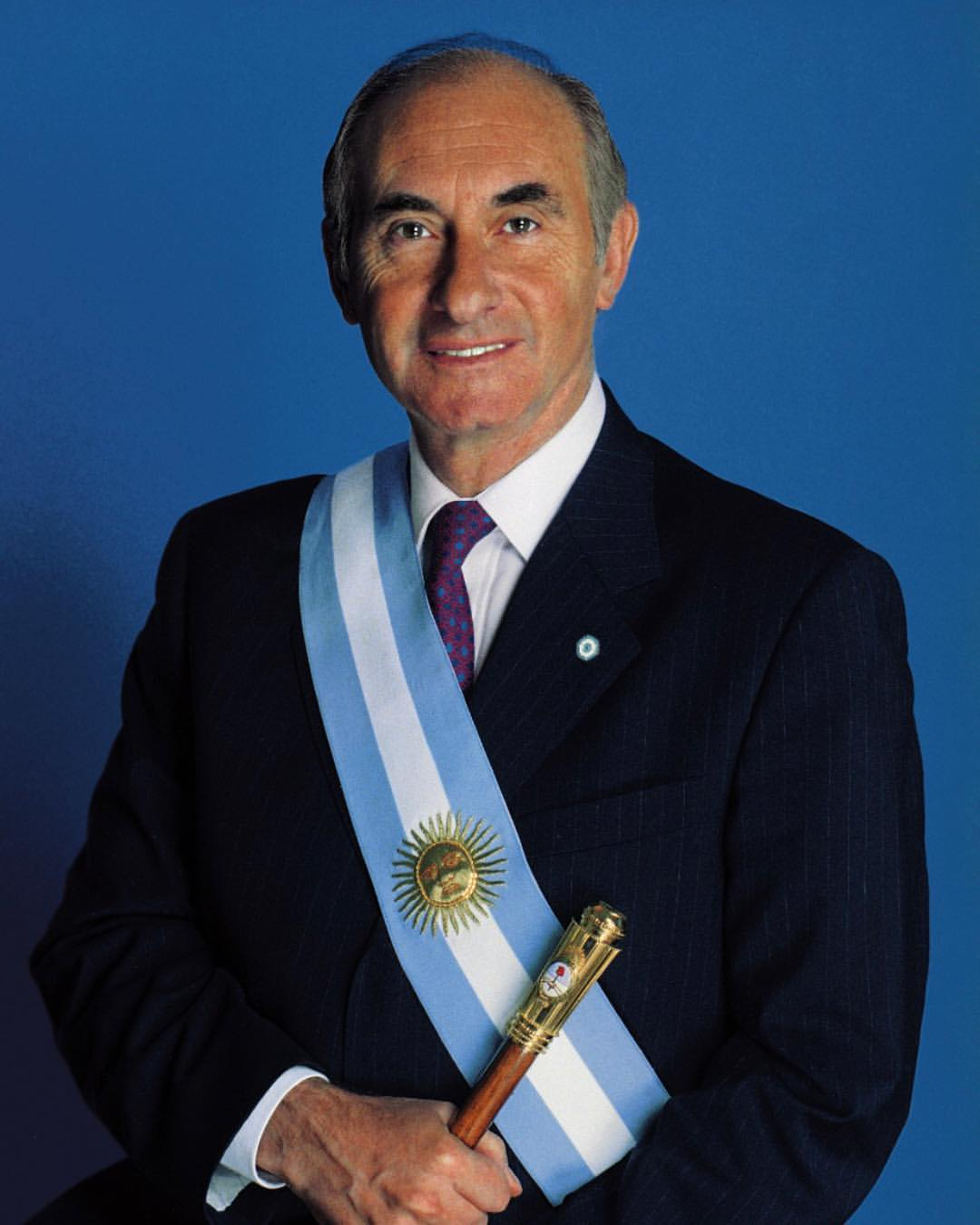
Fernando de la Rúa in presidentieel tenue, in 1999.

Fernando de la Rúa (Córdoba, 15 september 1937 – Belén de Escobar, 9 juli 2019) was een Argentijns politicus en advocaat. Van 10 december 1999 tot 21 december 2001 was hij president van Argentinië. Zijn partij is de linkse Unión Cívica Radical (UCR) (ofwel de Radicale Burgerunie) die in 1997 samen met de Frente País Solidario (FREPASO) (ofwel het Front Solidair Land) een alliantie aanging in de Alianza para el Trabajo, la Justicia y la Educación (de Alliantie voor Werk, Gerechtigheid en Onderwijs). Hoewel zijn mandaat liep tot 2003, diende hij in 2001 zijn ontslag in als gevolg van de Argentijnse economische crisis in dat jaar. 
Voordat hij tot president werd gekozen was hij burgemeester van Buenos Aires, en had hij zitting in de Senaat van Argentinië.
Fernando de la Rúa was getrouwd met Inés Pertiné en had drie zonen. 

## Begin van een politieke carrière
In zijn geboorteplaats Córdoba bezocht De la Rúa het plaatselijke Militaire Lyceum, alvorens een studie in de rechten te volgen aan de Nationale Universiteit van Córdoba. In 1973 deed hij zijn intrede in de politieke arena, toen hij werd gekozen in de Senaat van de autome stad Buenos Aires. Kort daarna streed hij om het vicepresidentschap onder Ricardo Balbín, die zich voor de Unión Cívica Radical (Radicale Burgerunie) verkiesbaar had gesteld voor het presidentschap. De la Rúa was toen 36 jaar oud, en doordat hij op relatief jonge leeftijd (36 jaar) het vicepresidentschap ambieerde kreeg hij de bijnaam "Chupete" ("Fopspeen").

De la Rúa bleef senator in Buenos Aires totdat in 1976 de Proceso de Reorganización Nacional (het Proces van Nationale Reorganisatie: de officiële naam van de Argentijnse militaire dictatuur tussen 1976 en 1983), de macht overnam. Hij staakte toen zijn politieke activiteiten, en trad als advocaat in dienst bij de Argentijnse multinational Bunge & Born.
Toen in 1983 de democratie werd hersteld, probeerde De la Rúa binnen de Unión Cívica Radical kandidaat te worden voor het presidentschap. Hij werd echter gezien als te zeer verbonden met Ricardo Balbín, die namens deze partij vier keer tevergeefs voor het presidentschap had gestreden. Daardoor werd hij niet als presidentskandidaat uitgekozen. De partij koos voor Raúl Alfonsín, die dat jaar de presidentsverkiezingen won. De la Rúa werd vervolgens gekozen in het Lagerhuis.

## Burgemeester van Buenos Aires
In 1989 stelde hij zich weer verkiesbaar voor Senaat van Buenos Aires, onder meer om zijn revanche te halen op zijn afwijzing in 1983 als presidentskandidaat. Hij haalde een overwinning in de verkiezingen, maar door een alliantie tussen de Ucedé (Unión del Centro Democrático, ofwel de Centrumdemocratische Unie) en de Partido Justicialista (de peronistische partij) kreeg hij in de Senaat toch geen zetel.
In 1992 nam hij alsnog zitting in de Senaat. Hij werd toen door de media voor het eerst opgemerkt als iemand met presidentiële kwaliteiten. Maar op 6 augustus 1996 zou hij eerst nog de eerste democratisch gekozen burgemeester van Buenos Aires worden. Vastbesloten de armoede van de stad te lijf te gaan verwierf hij zich een naam als efficiënt optredend politicus. Daardoor, en doordat het land tijdens de verkiezingen in 1999 in grote armoede verkeerde, werd hij in 1999 gekozen tot president van Argentinië.

## President van Argentinië

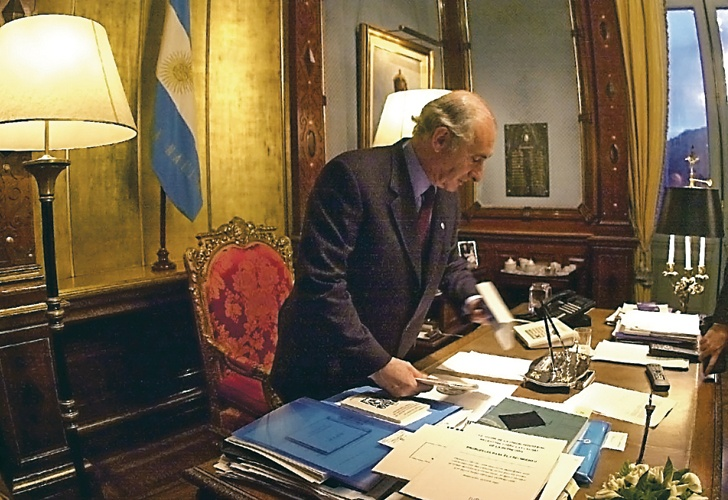
President De la bij Rúa het indienen van zijn ontslag op 21 december 2001.

Tijdens de regering van De la Rúa bleef de economische crisis in het land voortduren. De la Rúa wist die niet te beheersen, noch kon hij het hoofd bieden aan de spanning in de regering door rivaliteit tussen de coalitiepartners. Evenmin pakte hij de wijdverbreide corruptie aan. Een van zijn laatste activiteiten als president was het instellen van een regeling waardoor het welhaast onmogelijk werd om mensen die tijdens de Vuile Oorlog tussen 1976 en 1983 de mensenrechten hadden geschonden te berechten. Zijn populariteit nam door dat alles aanmerkelijk af.
Begin 2001 wezen peilingen uit dat De la Rúa van nog maar 18% van de burgers het vertrouwen had. Hij ging daarom in gesprek met Domingo Cavallo, de econoom die een belangrijke rol had gespeeld bij succesvolle economische hervormingen die tien jaar eerder waren ingevoerd. Dit werd echter uitgelegd als een teken van wanhoop van de president, waardoor de economische crisis nog sterker groeide.
Tijdens een oproer in december 2001 werd De la Rúa gedwongen zijn ontslag aan te bieden. Met de leus ¡que se vayan todos! (Weg met allemaal!) bedoelden de burgers dat de hele regering moest opstappen. 
In oktober 2007 werd De la Rúa in staat van beschuldiging gesteld vanwege het niet voorkomen van een bloedbad dat tijdens de opstand van 2001 ontstond, waar hij daartoe wel de middelen had.
- Biblioteca Nacional de España: XX1425843
- Bibliothèque nationale de France: cb12373767b (data)
- Gemeinsame Normdatei: 1057352594
- International Standard Name Identifier: 0000 0000 3082 1783
- Library of Congress Control Number: n86148833
- Nationale Bibliotheek van Israël: 987007267432705171
- Nederlandse Thesaurus van Auteursnamen: 240036433
- Réseau des bibliothèques de Suisse occidentale: 02-A003775726
- Système universitaire de documentation: 104912219
- Virtual International Authority File: 29613152
- WorldCat: E39PBJdM94HgDyx9B3VMv8GCQq